# 스밀랸

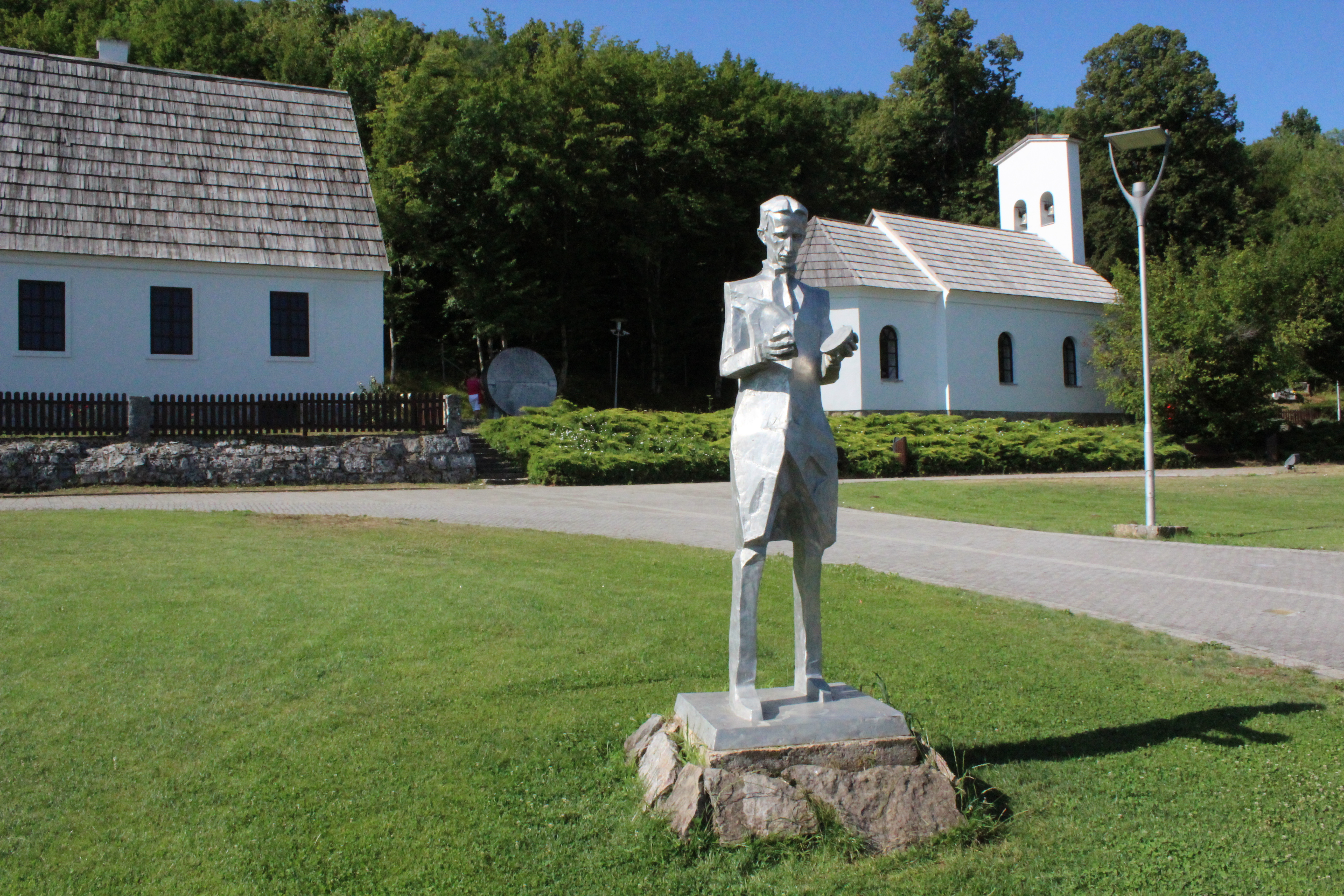
스밀랸에 위치한 니콜라 테슬라 동상

스밀랸(크로아티아어: Smiljan)은 크로아티아 리카센주에 위치한 마을로 인구는 418명(2011년 기준)이다. 고스피치에서 북서쪽으로 6km 정도 떨어진 곳에 위치하며 자그레브-스플리트 고속도로에서 15km 정도 떨어진 곳에 위치한다. 과학자 겸 기술자인 니콜라 테슬라의 출생지이며 마을에는 니콜라 테슬라 기념관이 들어서 있다.